# Гуадалупе (остров)
Гуадалу́пе, ранее — Гваделупе (исп. Isla Guadalupe) — вулканический остров в Тихом океане, принадлежит Мексике. Остров Гуадалупе входит в муниципалитет Энсенада штата Нижняя Калифорния. Почтовый код острова — 22997.

## География
Расположен в 241 км от западного побережья полуострова Нижняя Калифорния и в 400 км к юго-западу от города Энсенада. Двумя другими группами островов в Тихом океане, которые принадлежат Мексике и находятся не на континентальном шельфе, являются острова Ревилья-Хихедо и Рокас-Алихос.
Остров состоит из двух щитовидных вулканов, причём северный вулкан более высокий и молодой. Длина острова (с севера на юг) составляет 35 км, ширина — 9,5 км. Общая площадь равна 244 км². На острове расположена цепь вулканических хребтов, которая возвышается над океаном на высоту 1298 м в северной части (гора Августа) и на 975 м в южной (гора Эль-Пикачо).

## Климат

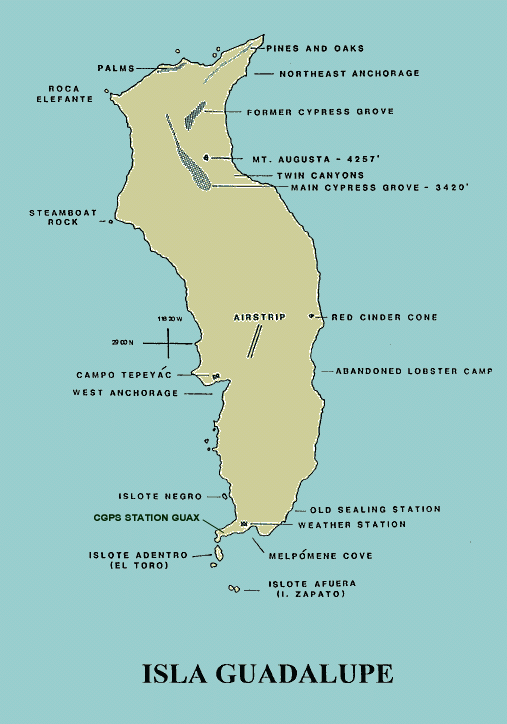
Карта острова Гуадалупе.

| Показатель                    | Янв. | Фев. | Март | Апр. | Май  | Июнь | Июль | Авг. | Сен. | Окт. | Нояб. | Дек. | Год   |
| ----------------------------- | ---- | ---- | ---- | ---- | ---- | ---- | ---- | ---- | ---- | ---- | ----- | ---- | ----- |
| Абсолютный максимум, °C       | 27,8 | 30,0 | 30,0 | 28,4 | 29,5 | 31,3 | 31,7 | 35,0 | 32,2 | 32,2 | 30,6  | 28,8 | 35,0  |
| Средний суточный максимум, °C | 18,9 | 19,6 | 19,8 | 20,1 | 20,8 | 21,8 | 23,0 | 23,9 | 24,2 | 23,2 | 21,6  | 20,1 | 21,4  |
| Средняя температура, °C       | 15,5 | 15,6 | 15,6 | 16,1 | 16,7 | 17,6 | 19,0 | 20,1 | 20,3 | 19,4 | 17,9  | 16,3 | 17,5  |
| Средний суточный минимум, °C  | 11,8 | 11,6 | 11,6 | 12,0 | 12,4 | 13,1 | 14,5 | 15,9 | 16,4 | 15,5 | 13,8  | 12,5 | 13,4  |
| Абсолютный минимум, °C        | 3,5  | 3,4  | 2,2  | 1,0  | 6,2  | 7,6  | 8,0  | 8,8  | 5,4  | 6,2  | 4,5   | 0,9  | 0,9   |
| Норма осадков, мм             | 16,3 | 21,6 | 18,0 | 9,5  | 1,1  | 1,2  | 0,4  | 0,2  | 0,6  | 5,1  | 12,3  | 22,2 | 108,5 |
| Источник:                     |      |      |      |      |      |      |      |      |      |      |       |      |       |

## Экология
В начале XIX века европейскими охотниками за китами и тюленями в качестве провизии на остров были завезены козы, которые практически уничтожили естественную уникальную растительность острова. Остров был объявлен национальным заповедником 16 августа 1928 года (то есть является самым старым заповедником в Мексике), однако вывоз коз завершился только в 2005 году.
Крупные животные-эндемики, обитающие на острове:
- Гваделупский морской котик (Arctocephalus townsendi)
- Скальный длинноклювый крапивник (Salpinctes obsoletus guadalupensis)
- Мексиканская чечевица (Carpodacus mexicanus amplus)
- Гвадалупский юнко (Junco hyemalis insularis)